# Auwal-moskee
De Auwal-moskee (Auwal Masjid) is sinds 1798 gevestigd op de hoek van de Dorp Straat en de Buitengracht Straat in de moslimwijk Bo-Kaap, vlak bij het centrum van Kaapstad. Het is de oudste nog bestaande moskee van Zuid-Afrika. 
Oorspronkelijk werd er in 1794 door 'vrye zwarten' een moslimschool (madrassa) gebouwd. Het pand was eigendom van de voormalige slaaf Coridon van Ceylon die volgens overlevering de eerste moslim én ex-slaaf was die onroerend goed bezat in Kaapstad. Zijn dochter Saartjie van die Kaap, de latere eigenares van het pand, stelde land ter beschikking om de moskee verder uit te bouwen. Zij wordt beschouwd als een van de grondleggers van de Kaapse moslim-gemeenschap door de waqf die ze er heeft gesticht.
Tuan Guru (Abdullah ibn Qadi), de oude moslimleider én prins uit Tidore werd er de eerste imam van in 1798 na diens 12-jarige gevangenschap op Robbeneiland. 

## Moslimgemeenschap
Tegen het eind van de 18e eeuw was er een aanzienlijke moslimgemeenschap in Kaapstad. Gedurende de 17e en 18e eeuw waren door de Nederlanders veel mensen uit Indonesië, Maleisië, Afrika en India naar de Kaapkolonie gebracht, veelal als slaven, maar ook wel als politieke gevangenen. Velen onder hen waren moslim. Eind de achttiende eeuw was de slavernij nog niet afgeschaft, maar binnen de groeiende groep van vrijgekochte slaven was in Kaapstad een aanzienlijk deel (20 à 30%) aanhanger van de islam. Een groot deel ervan vestigde zich in de Bo-Kaap, ook wel Maleise buurt genoemd.
In de periode 1795-1806 maakten de Kaapse moslims gebruik van de rivaliteit tussen de Nederlanders en de Britten om meer rechten te verkrijgen. Nadat de Britten in 1795 voor een eerste keer de Kaapkolonie in handen kregen kon de madrassa in 1798 voor het eerst als moskee gebruikt worden. Toen de Nederlanders van 1802 tot 1806 hun macht over Kaap even wisten te herstellen, wijzigden zij hun beleid ten voordele van de Kaapse moslims. Ze wilden hun steun verkrijgen tegen een nieuwe Britse invasie in de Kaap. In 1804 verwierven de moslims daardoor vrijheid van godsdienst en in 1805 kregen ze toestemming de Tana Baru begraafplaats aan te leggen – de eerste moslimbegraafplaats in Zuid-Afrika. Vanaf 1806 veroverden de Britten opnieuw de Kaap. In 1834 zou de slavernij van moslims en niet-moslims formeel afgeschaft worden in de Kaapkolonie.
In 1806 werden er bij de volkstelling van Kaapstad 1.134 'vrye zwarten' geteld op een totale bevolking van 17.446. Het was daarmee de derde grootste bevolkingsgroep na de slaven (9.200) en de Europeanen (6.321). Een deel van hen wist een zekere welstand op te bouwen. Sommigen bezaten zelf slaven, net zoals vrijwel alle Europeanen in Kaapstad.
Naar schatting groeide het aantal moslims van ruim 1.000 in 1800 tot 3.000 in 1822 en verdubbelde dat aantal tot meer dan 6.000 tegen 1840.  

## Taal
De moslimbevolking in Kaapstad sprak rond 1800 in toenemende mate het Kaap-Hollands (het latere Afrikaans). Het was de meest gesproken omgangstaal geworden tussen bijna alle bevolkingsgroepen. Voor velen was het hun moedertaal geworden, vaak met sterke invloeden uit het Maleis of het Maleis-Portugees. Vanaf de jaren 1830 schreven moslimleiders in de Bo-Kaap godsdienstige teksten in het Arabisch Afrikaans: Kaap-Hollands in Arabisch schrift.